# Ortaci ne znaju
Ortaci ne znaju je treći studijski album Skaj Viklera (Wikluh Sky), izašao 4. decembra 2007. godine, od izdavača Multimedia Records. Album je producirao sam Vikler u sopstvenom studiju Đubrište. Na albumu se kao gosti pojavljuju Marčelo, DJ Raid, DJ Rahmanee, Nensi i Ajs Nigrutin.
Zanimljivo je da se naziv ovog albuma pominje u rečima pesme Ane Stanić „Više nisi moj“ u kojoj Đorđe Miljenović ima svoje „hip-hop deonice“.

## Spisak pesama
- 1. Intro
- 2. Ajmo
- 3. Žurke i keš feat. Marčelo, Nensi
- 4. Prave barabe
- 5. Kao svinja svaki dan
- 6. Ortaci ne znaju
- 7. Sledeca stanica
- 8. Posle kiše
- 9. Zakopana kučka feat. Mirza
- 10. S tobom ili bez tebe
- 11. Nedeljno jutro
- 12. One lažu vas feat. Ministar Lingvista
- 13. Tako radimo feat. Ajs Nigrutin
- 14. Udarac
- 15. Ovaj grad nikad ne spava
- 16. Šta ti je brate
- 17. Znam ja ko si ti
- 18. Pobednik

## Spoljašnje veze
- Popboks — recenzija albuma Ortaci ne znaju, Predrag Vukčević
- B92 — recenzija albuma Ortaci ne znaju, Ivan Bevc